# Lê quý dật sử
Lê quý dật sử là cuốn sách lịch sử Việt Nam do danh sĩ Bùi Dương Lịch biên soạn. Đây là một quyển sử biên chép theo lối biên niên kể lại những biến động lịch sử kể từ năm Cảnh Hưng thứ 19 (1758) đến năm Cảnh Thịnh (1793).

## Giới thiệu
Lê quý dật sử có nghĩa là những sự kiện lịch sử còn sót lại thời cuối Lê. Hiện nó chỉ còn một bản chép tay (chữ Hán xen lẫn chữ Nôm mang ký hiệu Hv.195), đang được lưu giữ trong Thư viện Viện Sử học Việt Nam đặt tại Hà Nội.
Bản sách mỏng này không đề tên tác giả, nhưng qua các công trình nghiên cứu về nó, thì tác giả chính là Bùi Dương Lịch, một danh sĩ thời Lê mạt. Chưa rõ năm ông biên soạn sách, nhưng chắc phải sau khi nhà Tây Sơn đã bị đánh đổ.
Sách Lê quý dật sử đã được Phạm Văn Thắm (dịch, chú thích, giới thiệu) và Văn Tân (hiệu đính), nhà xuất bản Khoa học xã hội ấn hành năm 1987. Không tính bài giới thiệu, phần văn bản được dịch ra tiếng Việt chỉ có 92 trang, khổ giấy 19 cm.

## Vài nét đặc trưng
Lê quý dật sử đã ghi lại được nhiều sự kiện lịch sử khá phong phú và chi tiết. Sở dĩ được vậy là vì tác giả của nó đã sống cùng thời với những biến động lịch sử lúc bấy giờ.
Những sự kiện mà Bùi Dương Lịch ghi trong sách có ba loại, đó là:
- Loại ghi tóm tắt những sự kiện lớn mà chính sử đã chép.
- Loại ghi chi tiết, ví dụ về tệ nạn trong thi cử, về thói hám lợi và thói hung bạo của những kiêu binh...
- Loại ghi lại bằng những vần thơ.

## Đánh giá
Bùi Dương Lịch có một thời gian làm việc ở Viện Sùng chính của nhà Tây Sơn, cho nên ông biết khá rõ về triều đại này.
Do quan điểm chính thống, nên ông đã kể "tội" của nhà Tây Sơn khá nhiều. Nhưng là một cây bút trung thực, ông cũng đã ghi lại nhiều chi tiết khách quan đáng quý, thí dụ như:
- Quân lệnh của Tây Sơn rất nghiêm ngặt, không ai được tơ hào một tí gì của dân.
- Vua Quang Trung bắt tay vào công việc xây dựng lại đất nước, sắp xếp lại hàng ngũ quan lại, đổi mới các chế độ luật lệ, định rõ ngạch thuế ruộng công ruông tư, gặp năm đói kém, nhà vua ban chiếu đại xá tô ruộng, chú trọng nhân tài như việc vời La Sơn phu tử ra giúp việc...

Đánh giá về tác phẩm này, trong bài giới thiệu bản sách dịch có đoạn:
Những tư liệu được ghi chép trong Lê Quý dật sử có tầm quan trọng, làm phong phú thêm mảng tư liệu trong giai đoạn này. Nó giúp cho các nhà nghiên cứu lịch sử Việt Nam hiểu rõ hơn nội tình xã hội rối bời ở thời kỳ đó.
Lê Quý dật sử là một trong những tư liệu gốc để Quốc sử quán triều Nguyễn tham khảo biên soạn bộ Khâm định Việt sử thông giám cương mục...Tuy vậy, Lê Quý dật sử cũng có chỗ thiếu sót và sai sót...